# Анрио, Жан-Франсуа
Жан-Франсуа Анрио (фр. Jean-François Henriod; 1763—1825) — французский военный деятель, бригадный генерал (1810 год), барон (1809 год), участник революционных и наполеоновских войн.

## Биография
Анрио происходил из семьи среднего дворянства герцогства Савойского. Был сыном Жана-Франсуа Анрио (фр. Jean-François Henriod; 1731—) и Мишель Бюртен (фр. Michelle Burtin; 1741—). Начал военную службу 12 октября 1782 года простым солдатом в Бервикском пехотном полку (с 1 января 1791 года – 88-й пехотный полк). К началу революционных войн был младшим лейтенантом.  С 1792 по 1797 годы служил в Рейнской армии. 15 ноября 1792 года был  произведён в лейтенанты. 9 июня 1793 года женился на Анриэтте Жоликар (фр. Henriette Françoise Jolicard; 1769—), от которой имел двух дочерей. 5 июля 1793 года стал капитаном и старшим аджюданом в своём полку. 7 июля 1794 года был произведён в командиры батальона 159-й полубригады пехоты.
Во время отступления от Майнца в 1796 году, когда его батальон прикрывал отступление дивизии Рено в ущелье под Триппштадтом, он оказался окружённым тремя батальонами австрийских гренадеров и корпусом эмигрантов. Анрио сразу же сформировал своих людей в плотную колонну и развернул против врага массу стрелков, которые атаковали его по всем пунктам. Развернувшись и собрав своих стрелков, он обрушился на центр австрийских батальонов, отбросил всех, кто блокировал его проход, захватил в плен 156 человек и присоединился к дивизии в Кайскопе, которая атаковала австрийцев с тыла.
19 февраля 1796 года переведён в 53-ю полубригаду, которая в ходе лотереи 12 мая 1796 года стала 10-й полубригадой линейной пехоты. Участвовал в осаде Келя, где 22 ноября 1796 года был ранен пулей в левую ногу. В 1797 году, во время великого отступления Рейнской армии, Анрио с корпусом из 3000 человек, доверенным ему генералами Моро и Дезе, умело противодействовал австрийскому генералу Нойендорфу, имевшему под ружьём 25 000 человек. В течение шести дней, не неся никаких серьёзных потерь, Анрио перехватывал всё общение неприятеля с жителями, подсылал шпионов и преследовал его днём и ночью в лесистых и скалистых позициях, которые он занимал в Триберге и Хорнберге.
8 января 1799 года был переведён в 65-ю полубригаду линейной пехоты. 8 января 1803 года — в 108-ю полубригаду. 22 декабря 1803 года был произведён в майоры, и стал заместителем командира 100-го полка линейной пехоты. В составе дивизии Газана принимал участие в Австрийском кампании 1805 года. Прославился своими умелыми и храбрыми действиями в сражении при Дюренштейне 11 ноября, где спас дивизию от полного разгрома. В ходе боя под ним было убито две лошади. На следующий день маршал Мортье, командовавший французами в данном сражении, представил майора адъютанту Наполеона, который прибыл, чтобы оценить ситуацию.
30 декабря 1806 года получил звание полковника, и заменил во главе 14-го полка линейной пехоты убитого при Плоцке полковника Савари. 14-й линейный был частью пехотной дивизии Дежардена 7-го армейского корпуса. Анрио снова проявил себя в битве при Эйлау, где его полк был единственным из 7-го корпуса, кто смог прорвать первую линию русских. Однако, не имея поддержки и будучи серьёзно раненым, он начал отступление и свернул свой полк в каре. Все атаки русских были отбиты, но его полк понёс серьёзные потери: 28 офицеров, 590 унтер-офицеров и солдат были убиты и 700 ранены. 21 февраля, после роспуска 7-го корпуса и входивших в него дивизий, 14-й линейный был включён в состав пехотной дивизии Сент-Илера 4-го армейского корпуса. 10 июня в битве при Гейльсберге был ранен ядром в бедро.
11 ноября 1807 года полк был выведен из состава дивизии Сент-Илера и 16 декабря 1807 года включён в наблюдательный корпус Берегов Океана маршала Монсея, переименованного 7 сентября 1808 года в 3-й корпус Армии Испании. В составе бригады Бюже 1-й пехотной дивизии Гранжана 23 ноября 1808 года сражался при Туделе, где отбросил левый фланг врага. Затем участвовал в осаде Сарагосы, во время которой он был ранен. К августу 1809 года он бил и преследовал в течение двух месяцев, из деревни в деревню, генерала Вилла-Кампу, который наконец нашёл прибежище в монастыре недалеко от Тремендада, посреди цепи гор Кастилии. Этот монастырь, построенный на вершине горы и окруженный естественными препятствиями, считался неприступным; Вилла-Кампа объединил под своим началом 5000 солдат и большое количество крестьян. 13 ноября полковник Анрио покинул Дароку, в пятнадцати лигах от Тремендада, во главе 14-й линейного, 13-го кирасирского, четырёх элитных рот и батальона 2-го полка Вислы, в сопровождении двух пушек и гаубицы. Прибыв 25-го к подножию горы Тремендад, он атаковал неприятеля, и после восьми часов ожесточённых боев захватил и сжёг монастырь. Испанские позиции были взяты штыковой атакой, несмотря на естественные препятствия, способствовавшие обороне.
3 июля 1810 года был произведён в бригадные генералы. С 1810 года был губернатором Лериды. Воевал в составе Арагонской армии Сюше. Заслужил похвалы Императору за свои действия в битве при Тенеге 13 января 1811 года, и за оборону Лериды в 1812 году.  28 июня 1813 года покинул Испанию из-за проблем со здоровьем, и 26 июля вышел в отставку.
По возвращении с острова Эльбы, Император призвал Анрио на службу и назначил его 12 июня 1815 года комендантом Ле-Кенуа. Однако плохое состояние здоровья генерала и поражение Наполеона в Бельгии 18 июня не дало ему времени вступить в должность. 6 октября 1815 года окончательно вышел в отставку.

## Воинские звания
- Солдат (12 октября 1782 года);
- Капрал (9 сентября 1783 года);
- Сержант-фурьер (21 января 1784 года);
- Старший сержант (24 июля 1791 года);
- Младший лейтенант (7 сентября 1791 года);
- Лейтенант (15 ноября 1792 года);
- Капитан штаба (5 июля 1793 года);
- Командир батальона (7 июля 1794 года);
- Майор (22 декабря 1803 года);
- Полковник (30 декабря 1806 года);
- Бригадный генерал (3 июля 1810 года).

## Титулы
- Барон Анрио и Империи (фр. baron Henriod et de l'Empire; декрет от 19 марта 1808 года, патент подтверждён 18 марта 1809 года в Париже)[3][4].

## Награды
Легионер ордена Почётного легиона (25 марта 1804 года)
 Офицер ордена Почётного легиона (26 декабря 1805 года)
 Коммандан ордена Почётного легиона (21 июля 1808 года)
 Кавалер военного ордена Святого Людовика (17 января 1815 года)